# Pseudoperichaeta
Pseudoperichaeta – rodzaj muchówek z rodziny rączycowatych (Tachinidae).

## Gatunki
- P. nigrolineata (Walker, 1853)
- P. palesoidea (Robineau-Desvoidy, 1830)
- P. roseanella (Baranov, 1936)